# Avalon Jazz Band
Az Avalon Jazz Band egy 2012-ben létrehozott francia-amerikai-cigány tradicionális zenét játszó dzsesszegyüttes. Az együttest a svájci születésű énekesnő, Tatiana Eva-Marie és a francia Adrien Chevalier alapította.
Arthur király legendája szerint Avalon az a sziget, ahol Arthur király megpihent az utolsó csata után, és ahonnan visszatért egy nap, hogy ismét uralkodjon a föld felett. Az „Avalon” név tehát az újjászületés szimbóluma, és kiemeli a zenekar részvételét a swing reneszánszában.
Az Avalon Django Reinhardt, Stéphane Grappelli, Charles Trenet, Johnny Hess, Yves Montand, Henri Salvador, Ray Ventura, Jean Sablon, Juliette Gréco, Lucienne Delyle, Frank Sinatra, Nat King Cole, Fats Waller, Cole Porter és mások híres számait játssza. Az orosz forradalom utáni franciaországi és a második világháború előtti Kelet-Európából elmenekült zsidók egyenes hatása van jelen az Avalon Jazz Band zenéjében – a klezmer és a balkáni hatások mellett.

## Tagok
- Tatiana Eva-Marie: ének
- Adrien Chevalier: hegedű
- Vinny Raniolo, Agan Koran, Duved Dunayevski: gitár
- Roberto Gervasi, Kate Dunphy: tangóharmonika
- Oran Etkin: klarinét
- Stéphane Séva: zongora
- Julian Smith, Eduardo Belo, Leigh Barker: bőgő

## Lemezek
- 2019: Paris
- 2019: Wintertime Dreams: A Parisian Christmas
- 2016: Je Suis Swing
- 2016: I Wish You Love
- 2012: My Gypsy Jazz Chrismas
- 2019: Moongirl
- 2019: Paris
- 2020: Bonjour Tristesse
- 2021: April in Paris